# Detroit Hettche
Die Detroit Hettche waren ein kanadisches Eishockeyfranchise der International Hockey League (IHL) aus Detroit, Michigan. Die Spielstätte der Hettche war das Olympia Stadium. 

## Geschichte
Die Detroit Hettche gingen aus den Windsor Hettche Spitfires vor, die im Jahr 1949 nach Detroit umzogen. Der Klub war drei Spielzeiten in der IHL aktiv und konnte in dieser Zeit einmal den dritten, einmal den sechsten sowie einmal den fünften Platz erreichen. Die Qualifikation für die Play-offs gelang der Mannschaft allerdings nie. Nach der Saison 1951/52 wurden die Detroit Hettche aufgelöst.

## Saisonstatistik
Abkürzungen: GP = Spiele, W = Siege, L = Niederlagen, T = Unentschieden, OTL = Niederlagen nach Overtime SOL = Niederlagen nach Shootout, Pts = Punkte, GF = Erzielte Tore, GA = Gegentore, PIM = Strafminuten
| Saison  | GP | W  | L  | T | OTL | SOL | Pts | GF  | GA  | Platz   | Playoffs |
| 1949–50 | 40 | 15 | 21 | 4 | —   | —   | 34  | 157 | 191 | 4., IHL |          |
| 1950–51 | 52 | 6  | 39 | 7 | —   | —   | 19  | 112 | 226 | 6., IHL |          |
| 1951–52 | 48 | 10 | 35 | 3 | —   | —   | 23  | 138 | 232 | 5., IHL |          |